# Pegylis lindiana
Pegylis lindiana är en skalbaggsart som beskrevs av Moser 1919. Pegylis lindiana ingår i släktet Pegylis och familjen Melolonthidae. Inga underarter finns listade i Catalogue of Life.